# Strategic Command: European Theater
Strategic Command: European Theater (tạm dịch: Bộ Tư lệnh Chiến lược - Chiến trường châu Âu) là tựa game thuộc thể loại chiến lược theo lượt lấy bối cảnh Thế chiến II do hãng Fury Software phát triển và Battlefront.com phát hành vào năm 2002.

## Lối chơi
Strategic Command chia thành hai phần chính, đó là cuộc chiến ở châu Âu với bối cảnh là cuộc chiến giữa Đức và các nước Đồng Minh với các nước khác mà chủ yếu là Liên Xô ở hướng Đông và Bắc Phi. Phần hai là cuộc tranh chấp giữa phe Trục với các nước còn lại ở mặt trận phía Tây của châu Âu, mà các nước chống lại là Anh, Mỹ để giành quyền kiểm soát vùng biển Đại Tây Dương. Trò chơi cho phép người chơi chọn phe Đồng Minh hay phe Trục. Các quốc gia châu Âu nhỏ hơn có thể theo một trong hai bên tùy thuộc vào cách phe Trục hay Đồng Minh đối xử với họ như thế nào. Mặc dù dựa trên chế độ lịch sử một số quốc gia tham gia vào Đồng Minh hay phe Trục là mặc định trong khi số khác lại phụ thuộc vào quá trình chiến tranh và xâm lược của các cường quốc lớn.
Trong game yêu cầu người chơi phải xây dựng, củng cố và điều khiển các phương tiện quân sự của mình nhằm chống lại đối phương. Người chơi phải kiểm soát, khai thác tài nguyên ở các vùng đất đã có hay đã giành được như những mỏ dầu ở Rumani, các mỏ khoáng sản tại các quốc gia khác... Tài nguyên là điểm quyết định cho màn chơi. Nếu người chơi có đầy đủ tài nguyên thì việc cung cấp nhiên liệu cho quân đội của mình sẽ mạnh hơn đối phương. Trò chơi được thiết kế khá đẹp, tuy mức độ không quá khó nhưng vẫn đò hỏi người chơi phải biết về lịch sử, đồng thời phải nắm vững những chiến thuật chơi của thể loại dàn trận.
Bên cạnh đó, game còn cung cấp nhiều thông tin thú vị khác về cuộc Thế chiến II. Mặt khác, các nhà sản xuất còn cho phép người chơi được chọn ngày giờ mà các quốc gia tham chiến, ký hiệp ước đồng minh; và dẫn trò chơi theo ý của mình thông qua các màn scenario "What if". Với nhũng màn này, người chơi có thể đặt ra các trường hợp gia tưởng đầy thú vị, ví dụ như nếu Đức bỏ bom tàn phá được nước Anh? Nếu quân Đồng Minh không đổ bộ vào nước Pháp tại Normandy?...
Game lấy mốc thời gian từ năm 1939–1947 và trừ khi người chơi kiểm soát thế giới thì chiến tranh mới kết thúc. Game còn có 6 chiến dịch lớn gồm: 
- Fall Weiss (Cuộc xâm lược Ba Lan)
- Fall Gelb (Cuộc xâm lược nước Pháp)
- Chiến dịch Barbarossa (Đức xâm lược Liên Xô)
- Fall Blau (Đức tiến quân về phía Stalingrad)
- Zitadelle (Liên Xô phản công trên mặt trận phía Đông)
- Overlord (Quân Đồng Minh xâm lược châu Âu)